# Rothois
Rothois est une commune française située dans le département de l'Oise en région Hauts-de-France.

## Géographie
Rothois est un village rural du Plateau picard, situé dans le canton de Grandvilliers, à 8 km de Crèvecœur-le-Grand et 5 km de Marseille-en-Beauvaisis, à proximité de la forêt domaniale de Malmifait, et compte 317 hectares.
Il est aisément accessible par l'ancien tracé de la R N1 (actuelle RD 901) Paris - Beauvais - Abbeville - Belgique et l'ancienne RN 30 (actuelle RD 930) Rouen - La Capelle.
| Gaudechart              | Prévillers |             |
| Fontaine-Lavaganne      | Rothois    |             |
| Marseille-en-Beauvaisis |            | Haute-Épine |

### Hydrographie
La commune est située dans le bassin Seine-Normandie. Elle n'est drainée par aucun cours d'eau,.

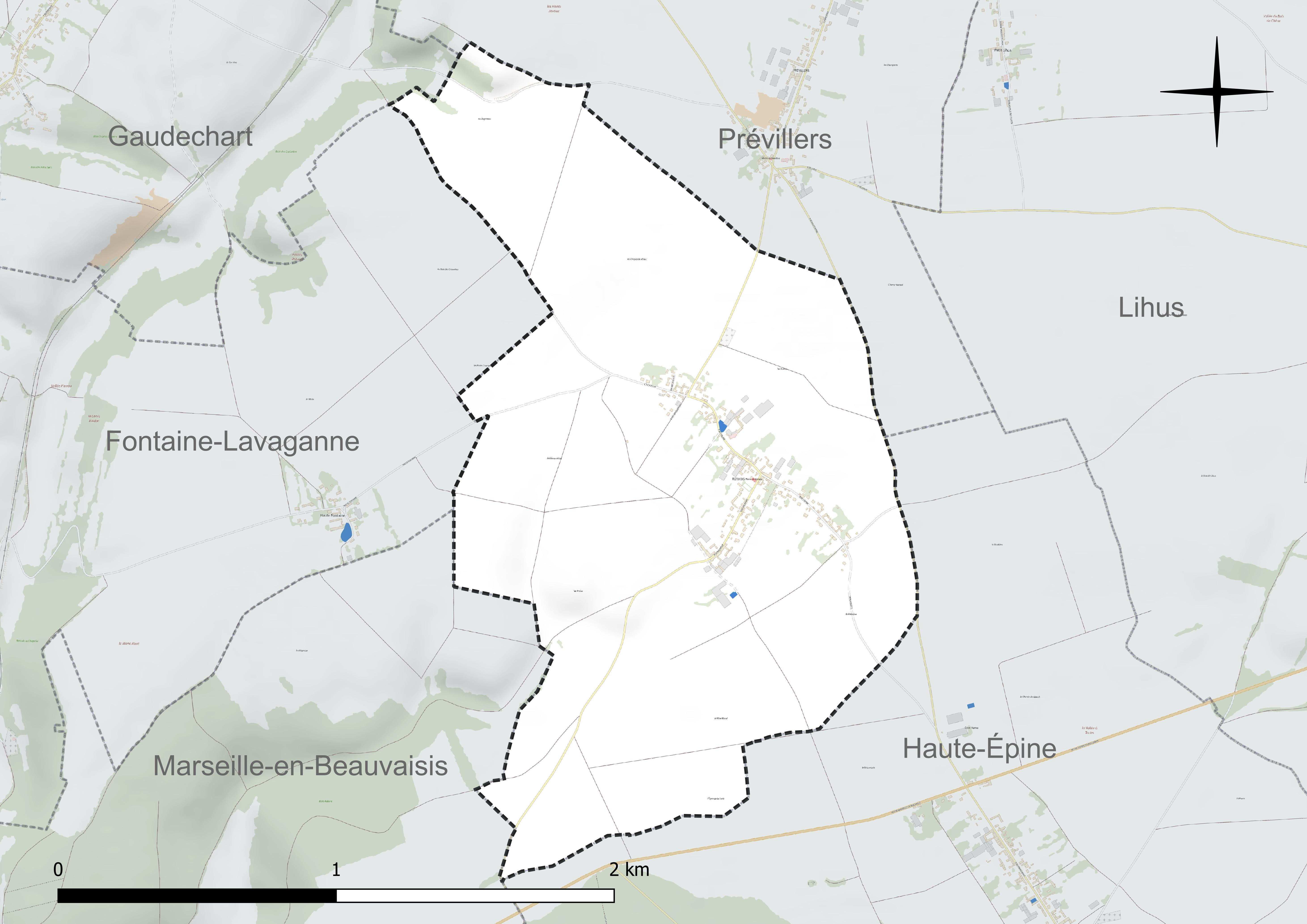
Réseau hydrographique de Rothois.

### Climat
Pour des articles plus généraux, voir Climat des Hauts-de-France et Climat de l'Oise.
En 2010, le climat de la commune est de type climat océanique dégradé des plaines du Centre et du Nord, selon une étude du CNRS s'appuyant sur une série de données couvrant la période 1971-2000. En 2020, Météo-France publie une typologie des climats de la France métropolitaine dans laquelle la commune est exposée à un climat océanique et est dans la région climatique  Nord-est du bassin Parisien, caractérisée par un ensoleillement médiocre, une pluviométrie moyenne régulièrement répartie au cours de l'année et un hiver froid (3 °C). 
Pour la période 1971-2000, la température annuelle moyenne est de 9,9 °C, avec une amplitude thermique annuelle de 13,9 °C. Le cumul annuel moyen de précipitations est de 806 mm, avec 12,3 jours de précipitations en janvier et 8,3 jours en juillet. Pour la période 1991-2020, la température moyenne annuelle observée sur la station météorologique la plus proche, située sur la commune de Saint-Arnoult à 13 km à vol d'oiseau, est de 10,4 °C et le cumul annuel moyen de précipitations est de 797,2 mm,. Pour l'avenir, les paramètres climatiques de la commune estimés pour 2050 selon différents scénarios d'émission de gaz à effet de serre sont consultables sur un site dédié publié par Météo-France en novembre 2022.

## Urbanisme

### Typologie
Au 1er janvier 2024, Rothois est catégorisée commune rurale à habitat dispersé, selon la nouvelle grille communale de densité à sept niveaux définie par l'Insee en 2022.
Elle est située hors unité urbaine. Par ailleurs la commune fait partie de l'aire d'attraction de Beauvais, dont elle est une commune de la couronne,. Cette aire, qui regroupe 162 communes, est catégorisée dans les aires de 50 000 à moins de 200 000 habitants,.

### Occupation des sols
L'occupation des sols de la commune, telle qu'elle ressort de la base de données européenne d'occupation biophysique des sols Corine Land Cover (CLC), est marquée par l'importance des territoires agricoles (91,5 % en 2018), une proportion identique à celle de 1990 (91,5 %). La répartition détaillée en 2018 est la suivante : 
terres arables (91,5 %), zones urbanisées (8,5 %). L'évolution de l'occupation des sols de la commune et de ses infrastructures peut être observée sur les différentes représentations cartographiques du territoire : la carte de Cassini (XVIIIe siècle), la carte d'état-major (1820-1866) et les cartes ou photos aériennes de l'IGN pour la période actuelle (1950 à aujourd'hui).

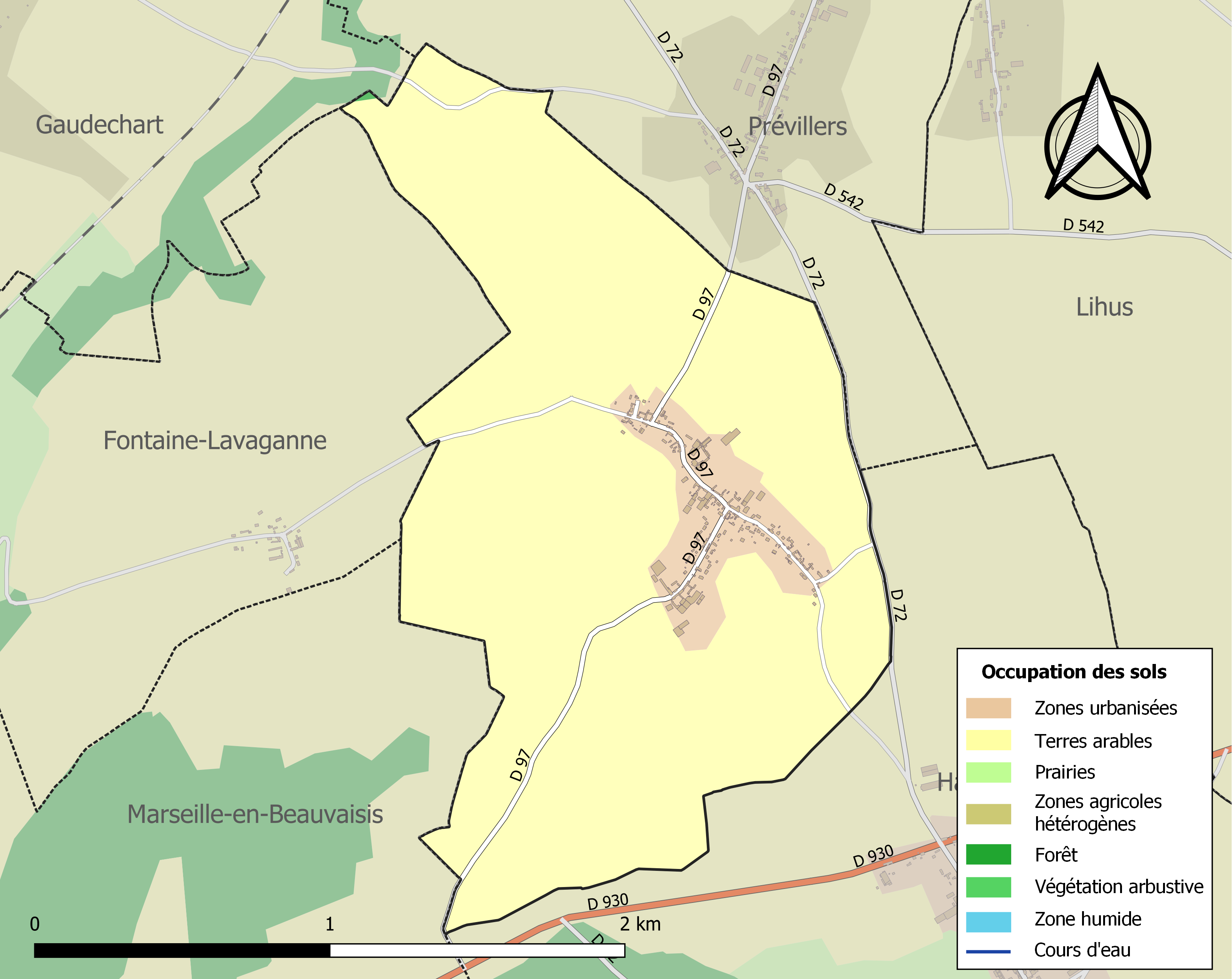
Carte des infrastructures et de l'occupation des sols de la commune en 2018 (CLC).

### Voies de communication et transports
La commune est desservie, en 2023, par les lignes 614, 616, 6103, 6104 et 6113 du réseau interurbain de l'Oise.

## Toponymie
Le nom de Rothois dérive du rotoir, terme qui désignait en ancien français le fossé où l'on rouit le lin.

## Histoire
Le village était autrefois réputé pour son activité textile (filage et tissage de la laine) et de fabrication de briques.

## Politique et administration

### Rattachements administratifs et électoraux
La commune se trouve  dans l'arrondissement de Beauvais du département de l'Oise. Pour l'élection des députés, elle fait partie depuis 1986 de la première circonscription de l'Oise.
Elle faisait partie depuis 1801 du canton de Marseille-en-Beauvaisis. Dans le cadre du redécoupage cantonal de 2014 en France, elle intègre le canton de Grandvilliers.

### Intercommunalité
La commune est membre de la communauté de communes de la Picardie verte, créée fin 1996.

### Liste des maires
| Période                                  | Période                       | Identité                                  | Étiquette | Qualité |
| ---------------------------------------- | ----------------------------- | ----------------------------------------- | --------- | --- |
| Les données manquantes sont à compléter. |                               |                                           |           | |
| janvier 1793                             | décembre 1795                 | Charles Billard                           |           | |
| janvier 1795                             | 1798                          | Charles Pierre Marie Forestier            |           | |
| 1798                                     | mai 1816                      | Félix Boutillé                            |           | |
| mai 1816                                 | février 1837                  | Lebesgue                                  |           | |
| février 1837                             | 1846                          | Jean Baptiste Theodore Boutillé           |           | |
| 1846                                     | décembre 1853                 | Charles Antoine Lebesgue                  |           | Capitaine en retraite |
| décembre 1853                            | fevrier 1871                  | Prosper Gravelle                          |           | |
| février 1871                             | janvier 1978                  | Charles François Marie Hippolyte Lebesgue |           | Cultivateur à Walmaison |
| janvier 1878                             | mai 1884                      | Théodore Aman Lenglet                     |           | Rentier. Mort en fonction |
| mai 1884                                 | après 1902                    | Eugène Théophile Boitel                   |           | |
| Les données manquantes sont à compléter. |                               |                                           |           | |
| mars 1983                                | novembre 2017                 | Daniel Bisschop,                          | DVD       | Agriculteur - Conseiller général de Marseille-en-Beauvaisis (2007 → 2015) Vice-président de la CC de la Picardie verte (2001 → ?) Président du Syndicat d'électrification de Marseille-Songeons (2008 → 2012) Président du Syndicat d'énergie de l'Oise (2012 → 2018) Démissionnaire |
| novembre 2017                            | En cours (au 16 janvier 2019) | André Gorenflos                           |           | Réélu pour le mandat 2020-2026 |

## Population et société

### Démographie

#### Évolution démographique
L'évolution du nombre d'habitants est connue à travers les recensements de la population effectués dans la commune depuis 1793. Pour les communes de moins de 10 000 habitants, une enquête de recensement portant sur toute la population est réalisée tous les cinq ans, les populations de référence des années intermédiaires étant quant à elles estimées par interpolation ou extrapolation. Pour la commune, le premier recensement exhaustif entrant dans le cadre du nouveau dispositif a été réalisé en 2006.

En 2022, la commune comptait 229 habitants, en évolution de +0,88 % par rapport à 2016 (Oise : +0,87 %, France hors Mayotte : +2,11 %).
| 1793 | 1800 | 1806 | 1821 | 1831 | 1836 | 1841 | 1846 | 1851 |
| ---- | ---- | ---- | ---- | ---- | ---- | ---- | ---- | ---- |
| 480  | 454  | 499  | 444  | 462  | 469  | 435  | 433  | 405  |

| 1856 | 1861 | 1866 | 1872 | 1876 | 1881 | 1886 | 1891 | 1896 |
| ---- | ---- | ---- | ---- | ---- | ---- | ---- | ---- | ---- |
| 335  | 340  | 318  | 267  | 259  | 223  | 208  | 205  | 195  |

| 1901 | 1906 | 1911 | 1921 | 1926 | 1931 | 1936 | 1946 | 1954 |
| ---- | ---- | ---- | ---- | ---- | ---- | ---- | ---- | ---- |
| 179  | 166  | 163  | 131  | 145  | 130  | 138  | 156  | 174  |

| 1962 | 1968 | 1975 | 1982 | 1990 | 1999 | 2006 | 2011 | 2016 |
| ---- | ---- | ---- | ---- | ---- | ---- | ---- | ---- | ---- |
| 176  | 148  | 128  | 130  | 131  | 144  | 173  | 214  | 227  |

| 2021 | 2022 | - | - | - | - | - | - | - |
| ---- | ---- | - | - | - | - | - | - | - |
| 227  | 229  | - | - | - | - | - | - | - |

#### Pyramide des âges
La population de la commune est relativement jeune.
En 2018, le taux de personnes d'un âge inférieur à 30 ans s'élève à 44,5 %, soit au-dessus de la moyenne départementale (37,3 %). À l'inverse, le taux de personnes d'âge supérieur à 60 ans est de 17,6 % la même année, alors qu'il est de 22,8 % au niveau départemental.
En 2018, la commune comptait 116 hommes pour 109 femmes, soit un taux de 51,56 % d'hommes, largement supérieur au taux départemental (48,89 %).
Les pyramides des âges de la commune et du département s'établissent comme suit.
| Hommes | Classe d’âge | Femmes |
| ------ | ------------ | ------ |
| 0,9    | 90 ou +      | 0,0    |
| 2,6    | 75-89 ans    | 2,7    |
| 17,9   | 60-74 ans    | 10,9   |
| 12,8   | 45-59 ans    | 20,0   |
| 23,1   | 30-44 ans    | 20,0   |
| 19,7   | 15-29 ans    | 18,2   |
| 23,1   | 0-14 ans     | 28,2   |

| Hommes | Classe d’âge | Femmes |
| ------ | ------------ | ------ |
| 0,5    | 90 ou +      | 1,4    |
| 5,5    | 75-89 ans    | 7,6    |
| 15,6   | 60-74 ans    | 16,3   |
| 20,8   | 45-59 ans    | 20     |
| 19,4   | 30-44 ans    | 19,4   |
| 17,6   | 15-29 ans    | 16,2   |
| 20,6   | 0-14 ans     | 19,1   |

### Enseignement
Les enfants du village sont scolarisés au sein d'un regroupement pédagogique intercommunal (RPI) qui regroupe Gaudechart Roy-Boissy Rothois, Fontaine-Lavaganne et Prévillers. Celui-ci se transforme en regroupement pédagogique concentré avec la construction en 2017-2018 d'une école de sept classes et un dortoir à proximité du terrain de jeu de Fontaine-Lavagane, pour un coût évalué de 2 millions d'euros. La restauration restera assurée à la salle polyvalente de Fontaine-Lagavanne.
L'école de Rothois ferme donc définitivement à la rentrée 2019, et la salle du conseil municipal y est aménagée afin de la rendre accessible aux personnes handicapées.

## Culture locale et patrimoine

### Lieux et monuments
- L'église du XVIIe siècle, construite en silex, briques, torchis et pierres. Le porche date du XIXe siècle.
- De nombreux calvaires ont été édifiés sur des socles provenant de l'abbaye de Beaupré à Achy.